# Abensberg und Traun

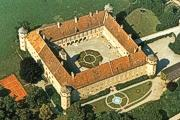
Castello di Petronell

Abensberg (o Abensperg) e Traun è un casato nobiliare originario dell'Alta Austria.

## Abensperg e Traun
Capostipite della famiglia è Bernhard von Traun (Pernhart de Trune) conosciuto tra il 1114 e il 1120. Successivamente i von Traun divengono ministeriales (funzionari di stato) dei Babenberg nell'Alta Austria e dei principi vescovi di Passavia. Dal 1362 sono Landeshauptmann dell'Enns superiore e dal 1436 marescialli ereditari degli arcivescovi di Salisburgo. Leopold von Traun (-1392), il cui nipote Wolfgang (-1482) è signore di Eschelberg, Einsberg e Muenzkirchen ober Raab accresce la potenza economica e politica della famiglia. Adam von Traun eredita nel 1537 la signoria di Meissau dal padre Sebastian, che l'aveva ricevuta come dote della madre Magdalena von Zelking.
Alla fine del XV secolo si distacca dalla linea principale quella di Eschelberg che prende il nome dal Burg Eschelberg bei St. Gotthard (estinta all'inizio del XIX secolo), mentre l'altra assume la denominazione di Meissau (Austria sotto l'Enns). Gli Abensperg und Traun divengono baroni con diploma imperiale del 15 agosto 1653, con Otto Maximilian (1597-58) e divengono successivamente conti (Graf) del Sacro Romano Impero von Abensperg und Traun. Divisi nei rami di Petronell e Meissau, nel 1656, quest'ultimo riceve il feudo imperiale immediato della contea sveva di Egloffs e Mueglen (presso Isny nella Svevia meridionale), con diritto di seggio e voto nel collegio dei conti svevi (1662). La famiglia vi governa sovrana fino all'aprile 1804, quando il feudo immediato viene venduto ai principi von Windisch Graetz. Nella seconda metà del XVII secolo la famiglia possiede i borghi e i castelli di Petronell (1656), Gross Schweinbarth (1658), Rappottenstein (1664), Bockfließ e Bisamberg con al residenza barocca di Ausbau (1660) a Vienna, divenuta dal 1857 il palazzo Traun nella Herrengasse.
Nel 1668 il conte Ernst pone il maggiorascato-fidecommisso sulla contea di Egloffs e la signoria di Traun e le residenze di Vienna e Linz e un altro per la signoria di Petronell. L'imperatore Giuseppe I, il 29 luglio 1705, concede alla famiglia, nella persona di Otto Ehrenreich, cavaliere del Toson d'oro, la carica ereditaria di Colonnello (Oberst Erblandpanier) e di Portavessillo dell'Arciducato d'Austria sopra e sotto l'Enns.
Tra i membri della famiglia sono noti anche Otto Ferdinand (1677-48), generale imperiale e austriaco, che durante la guerra di successione austriaca si distinse nella battaglia di Camposanto sul Panaro del 1743 contro i francesi, nonché in Boemia contro i prussiani; anch'esso fu insignito dell'ordine del Toson d'oro. È ritenuto uno dei maggiori generali austriaci del XVIII secolo e definito il "paladino" dell'imperatrice Maria Teresa d'Austria.

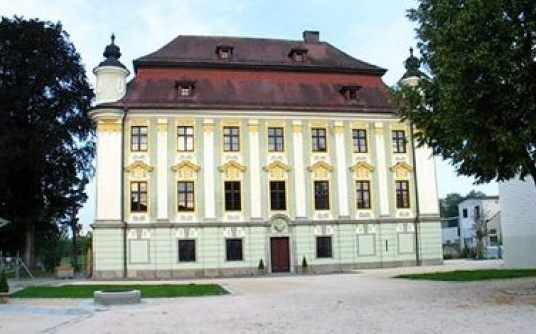
Castello di Traun
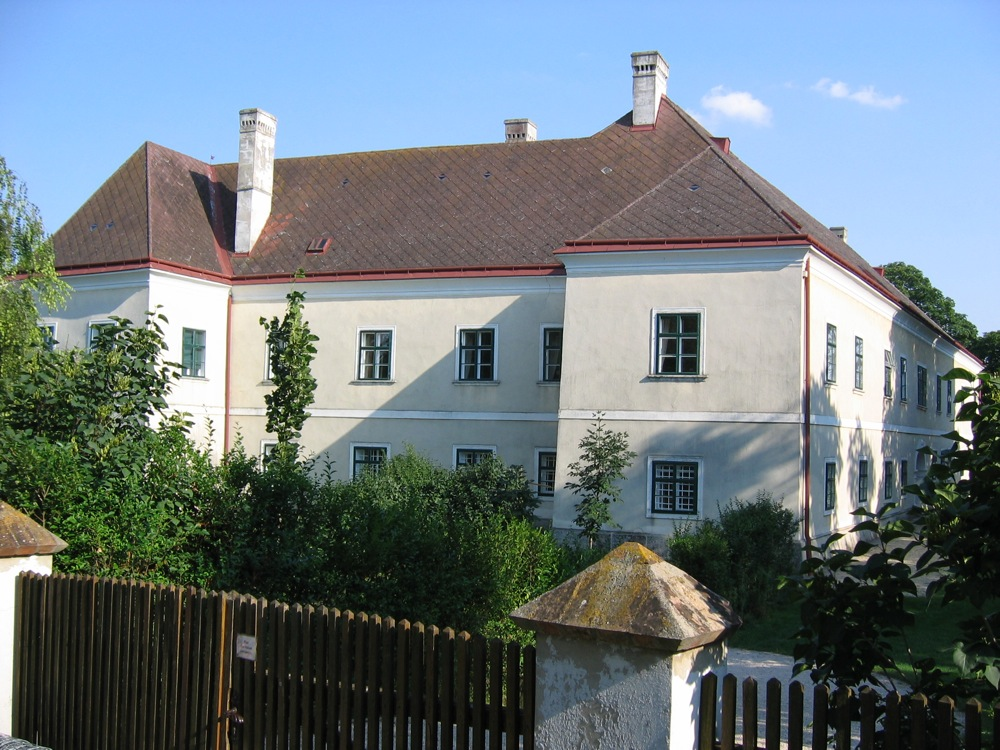
Castello di Groß-Schweinbarth
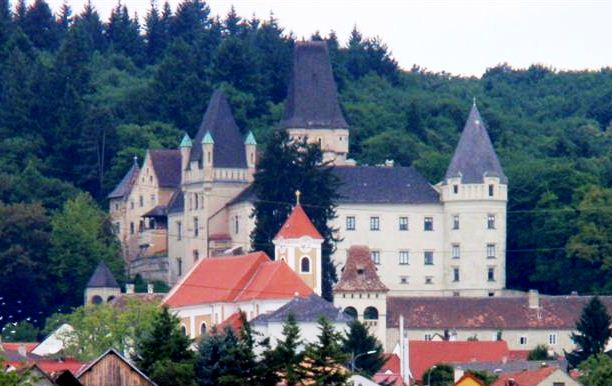
Castello di Maissau
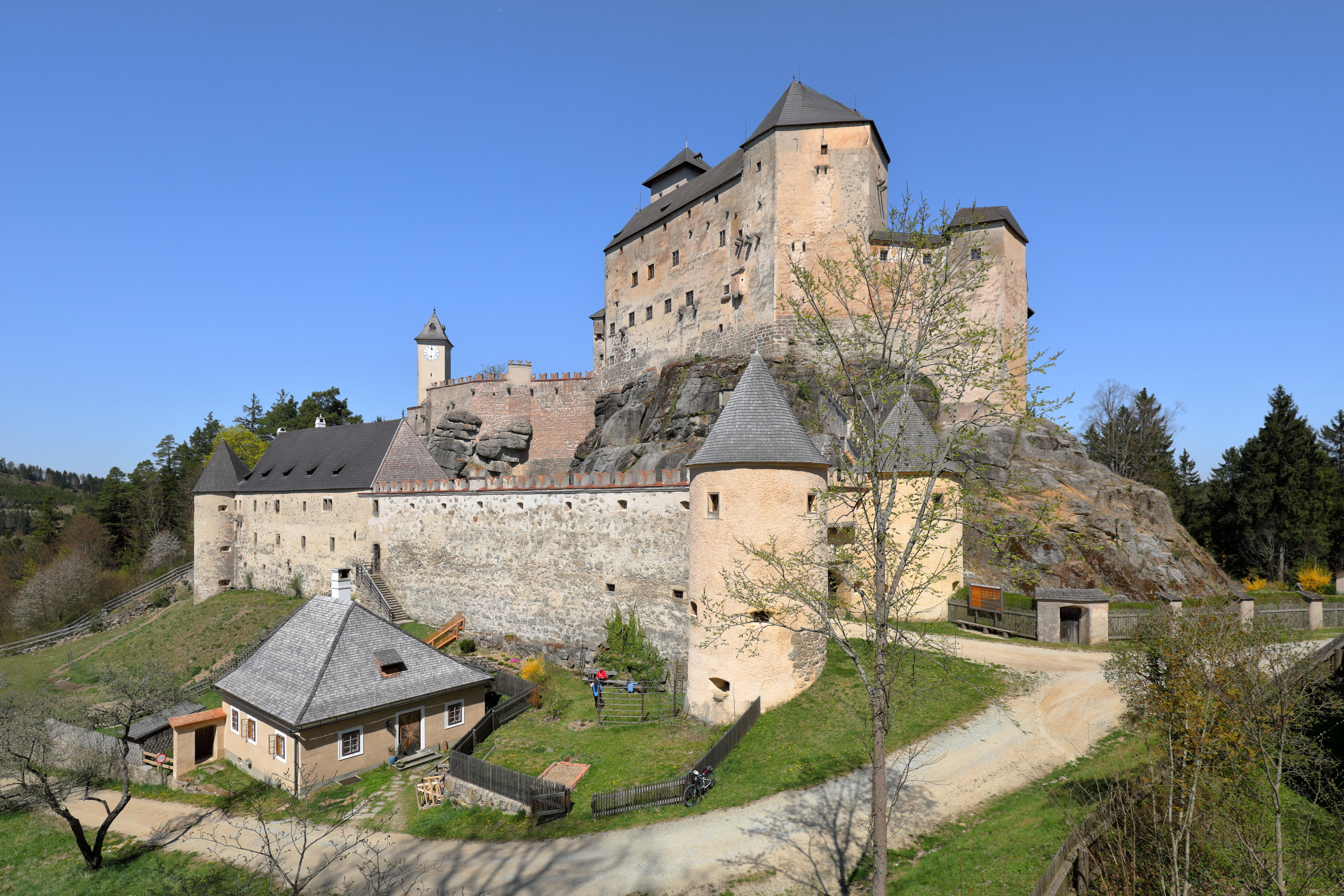
Castello di Rappottenstein
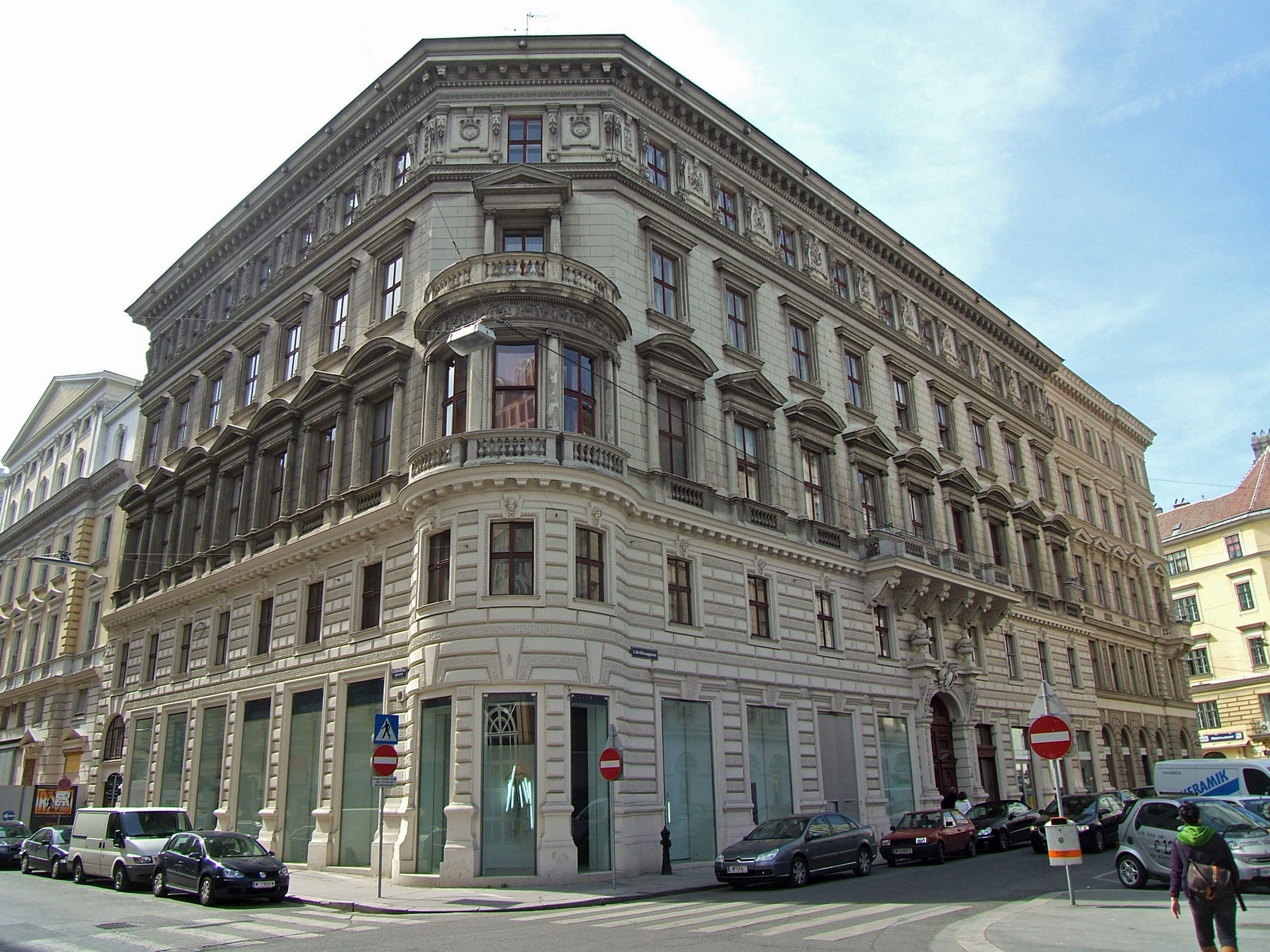
Palazzo Abensperg-Traun (Vienna)

## Signori, Baroni e Conti von Traun
- Wernhard IV von Traun
- Otto II -1276 von Traun
- Hartneid II
- Johann (Hans) -1379
- Leopold -1392
- Johannes II -1429
- Wolfgang -1482
- Johann -1550
- Christoph -1550
- Christoph II -1566
- Otto -1572
- Otto Bernhard -1605
- Adam -1632
- Otto Maximilian von Abensperg und Traun -1653

## Baroni e Conti von Abensperg und Traun
- Otto Maximilian 1653-1658
- Ernst -1668
- Johann Wilhelm -1690
- Karl Ludwig -1702
- Otto Ernst Ehrenreich (1644)-1715
- Franz Anton (1674)-1745
- Franz Joseph Gabriel (1734)1744-91
- Franz Joseph Eugen (1760)-1800
- Adam Franz Anton (1767)-1804.